# 陶拉加
陶拉加（英語：Taulaga）是位於美屬薩摩亞斯溫斯島上的一個廢棄村莊。
陶拉加有一座教堂、一個通訊中心和一所學校。2005年，這裡曾遭受颶風“珀西”的侵襲。
根據2020年美國人口普查顯示斯溫斯島上沒有人居住，這表示陶拉加沒有居民。